# Phragmobasidiomycetidae
Phragmobasidiomycetidae G. Winter 1880 (pieczarniaki złożonoopodstawkowe) – jedna z dwóch dawniej wyróżnianych podklas grzybów Basidiomycetes. Drugą była Holobasidiomycetidae Gäum. 1949 (pieczarniaki pojedynczopodstawkowe). We współczesnej taksonomii według Dictionary of the Fungi nie istnieje ani klasa Basidiomycetes, ani obydwie jej podklasy.
Do podklasy Phragmobasidiomycetidae zaliczano grzyby podstawkowe wytwarzające kilkukomórkowe podstawki zwane fragmobazydiami. Była to grupa dużo mniej liczna w gatunki niż Homobasidiomycetidae. Obydwie jednak były polifiletyczne.